# Johann Friedrich Hennings

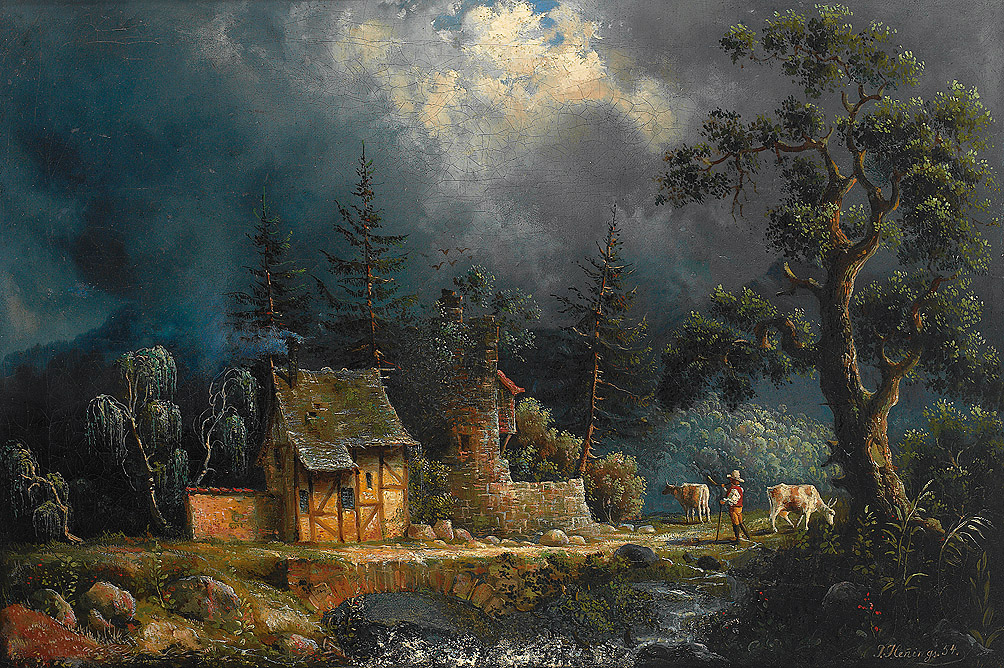
Romantische Weidelandschaft mit malerischem Gehöft und kleiner Ruine

Johann Friedrich Hennings (* 16. Oktober 1838 in Bremen; † 29. Juni 1899 in München) war ein deutscher Genre- und Landschaftsmaler.
Hennings studierte Malerei an der Kunstakademie Düsseldorf bei Oswald Achenbach. Nach dem Studium unternahm er eine Studienreise nach Italien. Danach ließ er sich 1861 in München nieder.
Ein fast gleichnamiger Maler, Johann Ferdinand Hennings, starb am 20. Juni 1895 in München im Alter von 66 Jahren.

## Bilderreihenfolge
- 1864: Badende Kinder (Motiv aus dem Amperthal bei Pähl)
- 1865: Morgen am Gardasee bei Torbole
- 1866: Mondnacht bei Verona, den Marienplatz in München, Salzburg bei Nacht
- 1868: das Schloß Nymphenburg nächst München, und eine Partie aus dem Schloßpark daselbst; Mondnacht an der Donau bei Regensburg
- 1871: der große Canal in Venedig mit Ausblick auf S. Maria della Salute
- 1873: ein Winter-Motiv bei Passau von der Innseite; Blankenese an der Elbe (als Holzschnitt in Nr. 24 Ueber Land und Meer 1873, 29. Bd., S. 460)
- 1874: Mondnacht in einem alten Park mit springenden Wassern; venetianische Gondelfahrt;
- 1875: Abend im Park; Aufbruch zur Jagd (mit Motiv von der Solitude bei Stuttgart)
- 1877: zwei Scenen aus dem Münchener Hofgarten: eine ballspielende Rococogesellschaft vor dem Dianen-Tempel; Schwanthalers Märchen-Brunnen mit modernem Publicum vor demselben;
- 1878: Federballspiel; Sommerabend in Leopoldskron; Kahnfahrt auf dem Obersee
- 1879: Abfahrt des Dampfers am Lido in Venedig: Herbstabend im Park
- 1880: im Lustgarten zu Nymphenburg; eine Atelierscene; lesendes Mädchen; aus Venedig; Reifspiel auf blumiger Frühlingswiese
- 1881: „Vor dem Schloßportal“ – schalkhafte Mädchen necken den eingeschlafenen dicken Portier
- 1881: Jagdschlößchen im Frühling mit zwei Reitern
- 1881: „Riva degli Schiavoni“ zu Venedig
- 1881: „Gesellschaft unter den Bäumen des Wirthshauses zum rothen Hahn“
- 1882: Der entflohene Liebling – ein Papagei, welcher von einer schönen Dame mit Zucker vergeblich gelockt wird
- 1882: „Wirtshaus zum goldenen Löwen“ – ein abgestiegener Fürst unterhält sich huldreich mit den dortigen bürgerlichen Gästen
- 1882: „Frühlingslandschaft“ aus den Gärten der Isola Bella im Lago Maggiore (Gartenlaube 1885, S. 308 u. 309)
- 1883: fröhliche Soldaten, lautenirend, singend und trinkend, in Gesellschaft von jungen Mädchen
- 1883: „Beim Wirth zum Schwarzen Adler“ (als Holzschnitt in Vom Fels zum Meer 1884. März)
- 1885: Mondnacht bei Salzburg mit der Staffage eines Fackelzugs
- 1885: „Abend an der Salzach“ – heitere Volksscene im Costüm des vorigen Jahrhunderts (vgl. Lützow's Zeitschrift XVIII, 308, u. Holzschnitt in Nr. 37 d. Deutsch. Illustr. Ztg. 1886);
- 1885: „Der König kommt!“ Ludwig II. in glänzender Equipage fährt eine Allee entlang, wobei das Fackellicht des Vorreiters mit dem Mondlicht in Wechselwirkung gebracht ist. In noch höherem Grade bewährte H. seine Bravour in der Darstellung von Doppellicht mit seinem
- 1883: „Kanal in Amsterdam“ – das Spiel des Mondlichts in seiner Blässe und die rötlichen Gasflammen in den regungslos liegenden Wassern des zwischen langgestreckten Straßenzeilen sich hinziehenden Kanals ist mit größter Wahrheit wiedergegeben.
- 1885: „Einladung des steinernen Gastes“ – phantastisches Capriccio (Gartenlaube 1885, S. 869)
- 1887: Frühmesse in der alten Stiftskirche zu Berchtesgaden
- 1887: Schwäne fütternde Dämchen
- 1887: „Rendezvous vor dem Schlosse“ – Eine Reihe von vornehmen, teilweise berittenen Damen und Herren mit den Insassen einer vierspännigen Carosse.
- s.d., „Veduta di Heidelberg di notte“, Vercelli, Fondazione Museo Francesco Borgogna (inv. 1906, X, 173)

(Quelle:)